# N21 (Togo)
Die N21 ist eine Fernstraße in Togo in Westafrika, die in Tchitchao an der Ausfahrt der N1 beginnt und in Kandé sich wieder in die N1 eingliedert. Die Strecke verläuft über Sara-Kawa. Sie ist 63,4 Kilometer lang.